# Procés isotèrmic
Un procés isotèrmic és una transformació d'un sistema en la qual la temperatura roman constant : ΔT = 0. Això s'esdevé quan el sistema està en contacte amb una font exterior capaç de bescanviar calor amb el sistema (cedint calor o aportant-la) i el sistema evoluciona molt lentament permetent que la temperatura interior s'iguali a la temperatura exterior (mitjançant la transmissió de calor en el sentit adequat : de la part més calenta a la més freda).
En un procés adiabàtic passa exactament el contrari. No hi ha transmissió de calor (Q = 0).
Dit amb altres paraules:
- en un procés isotèrmic ΔT = 0 però Q ≠ 0
- en un procés adiabàtic ΔT ≠ 0 però Q = 0.

## Cas d'un gas ideal

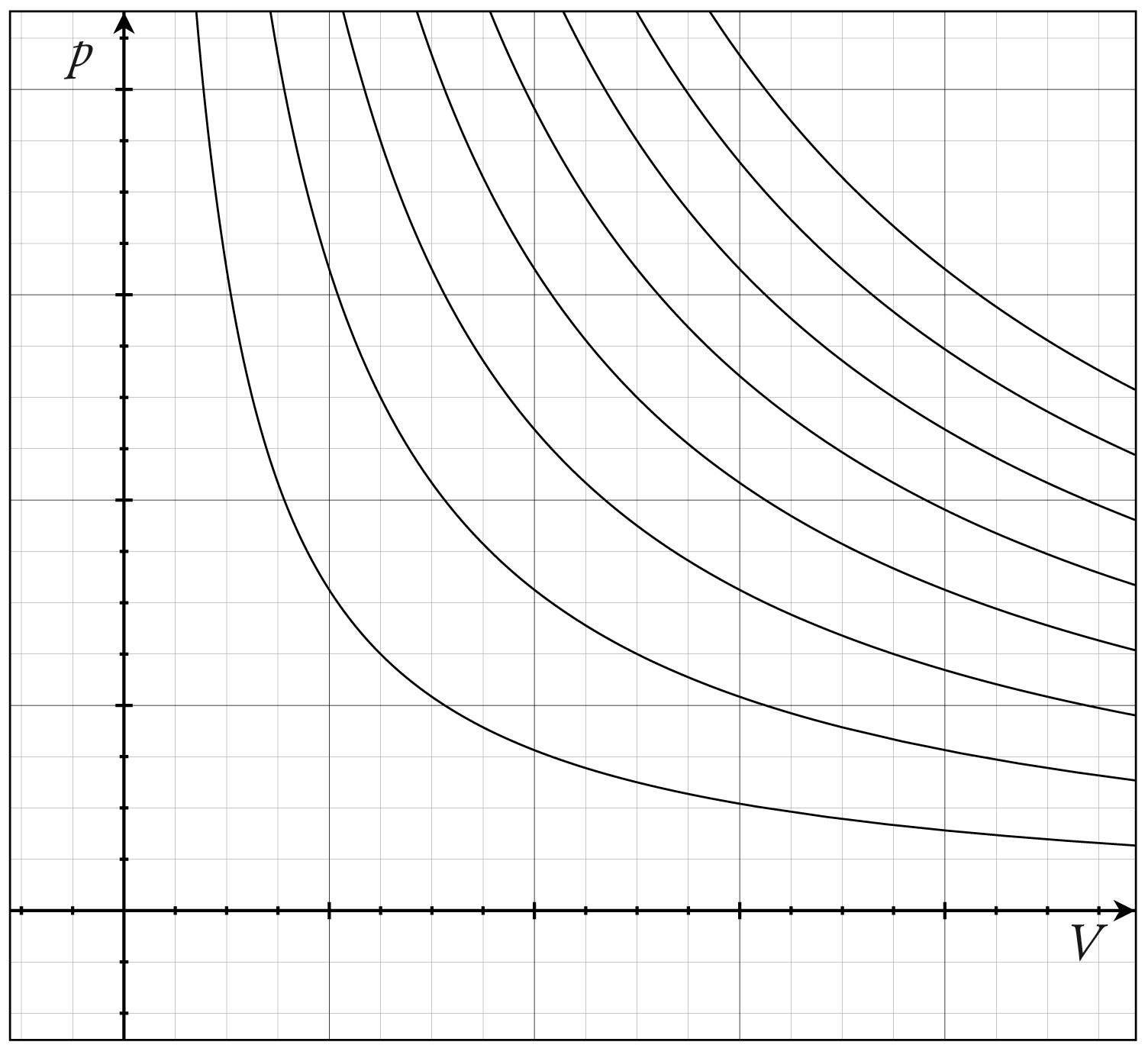
Línies isotermes d'un gas ideal en un diagrama p-V. La temperatura de cada corba augmenta des de l'esquerra-a baix fins a la dreta-a dalt.

Un gas ideal, per definició, segueix la llei de Boyle-Mariotte. Vol dir que el producte pV és constant si el gas evoluciona isotèrmicament. El valor de la constant és nRT, on n és el nombre de mols de gas en el sistema i R és la constant del gas ideal. En altres paraules : un gas ideal segueix la llei pV = nRT.
La qual cosa implica que:
{\displaystyle p={nRT \over V}={constant \over V}}
La família de corbes generada per l'equació anterior es mostren en la figura adjunta. Cada corba és una isoterma. Aquesta mena de gràfics p-V s'anomenen gràfics d'indicador i foren usats per James Watt i altres per a verificar el rendiment dels motors.

## Càlcul del treball associat

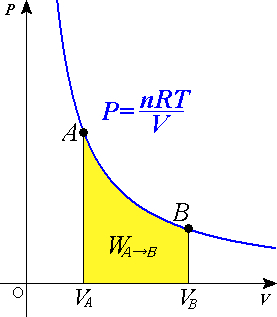
L'àrea groga representa el "treball" associat a una transformació isotèrmica entre els punts A i B.

En termodinàmica el treball associat a un canvi entre els punts A i B es calcula de la manera següent :
{\displaystyle W_{A\to B}=-\int _{V_{A}}^{V_{B}}pdV}
En el cas de processos reversibles la integral indicada equival a l'àrea que queda per sota del segment d'isoterma determinat pels punts A i B (de color groc en la figura adjunta).
Aplicant la fórmula p = nRT / V, a la temperatura constant T, resulta que : 
{\displaystyle W_{A\to B}=-\int _{V_{A}}^{V_{B}}pdV=-\int _{V_{A}}^{V_{B}}{\frac {nRT}{V}}dV=-nRT\int _{V_{A}}^{V_{B}}{\frac {1}{V}}dV=-nRT\ln {\frac {V_{B}}{V_{A}}}}
Per convenció el treball es defineix com a treball realitzat sobre el sistema des de l'exterior.
Convé recordar que, per a molts sistemes, si la temperatura es manté constant resulta que l'energia interna del sistema roman igualment constant. Per tant, {\displaystyle \Delta }U = 0. Segons {\displaystyle \Delta }U = Q + W es dedueix que Q = -W per a aquest procés isotèrmic. En altres paraules :
- Si el gas es comprimeix vol dir que

{\displaystyle \Delta }V = (volum final - volum inicial) < 0, aleshores el logaritme natural és negatiu i, per tant W < 0.
Durant una compressió el gas fa un treball negatiu. L'exterior fa un treball positiu. Hi ha un treball exterior sobre el gas. Comprimir el gas exigeix aportar un treball des de l'exterior.
- Si el gas s'expansiona, el gas fa un treball que rep l'exterior. El gas fa un treball que pot ser utilitzat.